# عاضور
 عاضور هي إحدى القرى اللبنانية من قرى قضاء جزين في محافظة الجنوب.